# Lady Wakefield
Lady Wakefield ou MV Lady Wakefield est un navire à passagers, opérant entre Glenridding , Howtown et Pooley Bridge sur le lac d'Ullswater dans le Parc national du Lake District.

Il fait partie de la Ullswater Navigation et Co Transit connu sous le nom de Ullswater 'Steamers'.

Il est classé bateau historique par le National Historic Ships UK .

## Histoire
Il a été construit en 1949 par Philipp & Son de Dartmouth, sous le nom de MV Berry Castle pour la River Dart Steamboat Co Ltd (en) (RDSC). Il a pris le nom de château de Berry Pomeroy, qui est situé à quelques miles de la rivière Dart (fleuve)Dart et était le troisième navire de la flotte à porter le nom. Il a été utilisé sur la rivière Dart.

En 1972, il a été vendu à Discover Galapagos Ltd et aménagé pour la plongée au Honduras. Ce projet a échoué et il a été vendu à plusieurs reprises, et exploité à Fareham et sur la rivière Medway sous le nom de MV Golden Cormorant. En 1977, il est revenu sur la rivière Dart, détenu par le successeur du RDSC, la Dart Pleasure Craft Limited (en) et a été rebaptisé MV Castle Totnes.
En 1985, Dart Pleasure Craft qui avait déjà acheté la Millbrook Steamboat and Trading Co. (en) de Plymouth, a retiré ses excursions à partir de la région de Plymouth, et a vendu MV Castle Totnes  à la Plymouth Boat Cruises (en). Durant cette période à Plymouth, elle a été réaménagée avec un grand deckhouse sur l'ancien pont ouvert derrière sa timonerie. En 2006, il a été revendu à la Ullswater Navigation et Transit Company, et a déménagé au lac d'Ullswater par un transport terrestre. Il a été rebaptisé MV Lady Wakefield.
Le 6 décembre 2015 Lady Wakefield a subi des dommages  au quai Pooley Bridge lors de la tempête Desmond et le 12 mai 2016, a été renfloué après un échouage et a subi 5 mois de réparation à quai.